# Kibyrrhaioton

Themata bizantini nel 1045.

Il Kibyrrhaioton o Cibirreoti era un tema dell'impero bizantino, situato nella fascia costiera dell'Anatolia sud-occidentale.

## Estensione del thema dei Cibirreoti
Il tema dei Cibirreoti (in greco θέμα τῶν Κιβυρραιωτῶν?, thèma tṑn Kibyrrhaiōtṑn) comprendeva tutta la costa dell'Asia Minore sud-occidentale, di fronte all'isola di Rodi, e nel golfo di Attalia, che era il suo capoluogo. Era diciassettesimo, in ordine di importanza, nell'Impero Bizantino del X secolo. Il suo strategos guadagnava dieci libbre d'oro all'anno, e forniva buona parte delle navi e marinai dell'Impero.

## Storia del thema dei Cibirreoti
I themata del VII secolo erano soltanto quattro: Armeniakon, Anatolikon, degli Opsikion, e dei Carabisiani (θέμα Καραβησιάνων). 
Quest'ultimo rivestiva una grande importanza, in quanto forniva tutte le forze navali dell'impero, e comprendeva la costa dell'Asia minore sud-occidentale, col golfo di Attalia, e le isole dell'Egeo. A capo di questo tema vi era uno strategos, e due drungarii, di cui uno risiedeva a Cibira, e uno a Lesbo (il drungarios del Mar Egeo). 
Nell'VIII secolo, gli enormi themata dell'età di Eraclio I e dei suoi successori vennero suddivisi in unità più piccole, in parte per le frequenti ribellioni degli strateghi dei themata più importanti (Armeniakon e Anatolikon soprattutto), in parte per motivi di facilità amministrativa. Ostrogorsky, il famoso studioso di storia bizantina, e in particolar modo esperto nella storia dei themata, dice che sotto Anastasio II (forse), ma sicuramente sotto Leone III, il thema dei Carabisiani, che come detto, originariamente comprendeva tutte le forze navali dell'impero, viene diviso in due: la costa meridionale dell'Asia Minore diventa tema dei Cibirreoti, mentre le isole egee costituiscono un territorio separato, soggetto al drungarios del Mar Egeo. Più tardi questo diventa il Thema del Mar Egeo (θέμα Αιγαίου Πελάγους). 
La data precisa in cui ciò avviene si basa (sempre secondo Ostrogorsky) su un passo del Liber Pontificalis, che menziona un patricius et stratigos caravisionorum nell'anno 710; mentre il monaco Teofane Confessore nella sua cronaca parla nel 732 di uno stratego dei Cibirreoti.